# Rougeotia obscura
Rougeotia obscura là một loài bướm đêm trong họ Noctuidae.